# Hépatopathie
Une hépatopathie, du grec hepar (foie) et pathos (maladie), est une pathologie affectant le foie.
Les maladies du foie, ou hépatopathies - chroniques ou aiguës - sont nombreuses.
Le foie étant un organe régulateur (du taux de sucre par exemple) et le principal organe de détoxication de l'organisme, ces maladies peuvent être graves.
Elles relèvent de l'hépatologie et de la gastroentérologie et font partie des maladies hépatobiliaires.
Étant donné l'importance du foie pour l'organisme, ces maladies affectent généralement l'état de santé générale de l'individu.

## Typologies
Les lésions du foie ou du système biliaire peuvent avoir des causes variées :
- toxiques : toxines bactériennes (par exemple produites par des cyanobactéries), empoisonnement par des métaux ou métalloïdes, pesticides, chimiques ou médicaments hépatotoxiques, auto empoisonnement par des endotoxines[3], etc.
- parasitoses (ex : douve du foie, échinococcose alvéolaire...) ;
- métaboliques (ex : glycogénoses et les lipidoses) ;
- infectieuses (virale ou bactérienne) ;
- maladies immunes (maladies immunitaires ou auto-immunes avec des causes parfois génétiques et héréditaires) ;
- hypertension portale ;
- alcoolisme ;
- Stéatose hépatique non alcoolique ;
- malformations congénitales
- anomalies vasculaires du foie...
- porphyries hépatiques (qui sont des maladies héréditaires induites chacune par un déficit spécifique en l'un des enzymes participant à la biosynthèse de l'hème, par exemple déficience en ALA déshydratase, HMB synthase ou COPRO oxydase, PROTO oxydase ou URO décarboxylase). La maladie peut se présenter comme une porphyrie aiguë intermittente (AIP), une coproporphyrie héréditaire (en anglais : hereditary coproporphyria, HCP), variegate porphyria (VP) ou porphyria cutanea tarda (PCT)[4]

Il peut s'agir de cirrhoses, tumeurs et cancers d'insuffisance hépatique (chroniques, fulminante ou subfulminante) ; de maladies kystiques non-parasitaires.
Certaines affections du foie sont encore mal expliquées (syndrome de la crise de foie, courante au début du XXe siècle et en forte régression depuis la fin des années 1960).

## Diagnostic
Il relève de l'hépatologie et s'appuie sur la recherche de symptômes et signes de lésions (nodulaires ou diffuses) du foie ou d'autres maladies hépatiques.
Il passe généralement par l'interrogatoire du patient, l'auscultation/palpation, l'examen des bilans urinaires ou sanguins. Il peut s'appuyer sur divers tests biologiques ou moyens d'investigation tels que l'échographie, le scanner en passant par la radiographie ou la biopsie.

## Classification internationale des maladies strictement associées au foie

### (K70-K77) Maladies dufoie
- (K70) Maladie alcoolique du foie
  - (K70.0) Cirrhose alcoolique graisseuse
  - (K70.1) Hépatite alcoolique
  - (K70.2) Fibrose et sclérose alcooliques du foie
  - (K70.3) Cirrhose alcoolique
  - (K70.4) Insuffisance hépatique alcoolique
  - (K70.9) Maladie alcoolique du foie, sans précision

- (K71) Maladie toxique du foie
  - (K71.0) Maladie toxique du foie avec cholestase
  - (K71.1) Maladie toxique du foie avec nécrose hépatique
  - (K71.2) Maladie toxique du foie avec hépatite aiguë
  - (K71.3) Maladie toxique du foie avec hépatite chronique persistante
  - (K71.4) Maladie toxique du foie avec hépatite chronique lobulaire
  - (K71.5) Maladie toxique du foie avec hépatite chronique active
  - (K71.6) Maladie toxique du foie avec hépatite, non classée ailleurs
  - (K71.7) Maladie toxique du foie avec fibrose et cirrhose
  - (K71.8) Maladie toxique du foie avec d'autres lésions du foie
  - (K71.9) Maladie toxique du foie, sans précision

- (K72) Insuffisance hépatique, non classée ailleurs
  - (K72.0) Insuffisance hépatique aiguë et subaiguë
  - (K72.1) Insuffisance hépatique chronique
  - (K72.9) Insuffisance hépatique, sans précision

- (K73) Hépatite chronique, non classée ailleurs
  - (K73.0) Hépatite chronique persistante, non classée ailleurs
  - (K73.1) Hépatite chronique lobulaire, non classée ailleurs
  - (K73.2) Hépatite chronique active, non classée ailleurs
  - (K73.8) Autres hépatites chroniques, non classées ailleurs
  - (K73.9) Hépatite chronique, sans précision

- (K74) Fibrose et cirrhose
  - (K74.0) Fibrose hépatique
  - (K74.1) Sclérose hépatique
  - (K74.2) Fibrose hépatique, avec sclérose hépatique
  - (K74.3) Cirrhose biliaire primitive
  - (K74.4) Cirrhose biliaire secondaire
  - (K74.5) Cirrhose biliaire, sans précision
  - (K74.6) Cirrhoses, autres et sans précision

- (K75) Autres maladies inflammatoires du foie
  - (K75.0) Abcès du foie
  - (K75.1) Phlébite de la veine porte
  - (K75.2) Hépatite réactive non spécifique
  - (K75.3) Hépatite granulomateuse, non classée ailleurs
  - (K75.8) Autres maladies inflammatoires précisées du foie
  - (K75.9) Maladie inflammatoire du foie, sans précision

- (K76) Autres maladies du foie
  - (K76.0) Dégénérescence graisseuse du foie, non classée ailleurs
  - (K76.1) Congestion passive chronique du foie
  - (K76.2) Nécrose hémorragique centrale du foie
  - (K76.3) Infarctus hépatique
  - (K76.4) Péliose hépatique
  - (K76.5) Maladie veino-occlusive hépatique
  - (K76.6) Hypertension portale
  - (K76.7) Syndrome hépatorénal
  - (K76.8) Autres maladies précisées du foie
  - (K76.9) Maladie du foie, sans précision

- (K77) Atteintes hépatiques au cours de maladies classées ailleurs
  - (K77.0) Atteintes hépatiques au cours de maladies infectieuses et parasitaires classées ailleurs
  - (K77.8) Atteintes hépatiques au cours d'autres maladies classées ailleurs